# Maghreboniscus trapezoidalis
Maghreboniscus trapezoidalis là một loài chân đều trong họ Spelaeoniscidae. Loài này được Vandel miêu tả khoa học năm 1959.